# Bataille d'Elkin's Ferry
Guerre de Sécession
Batailles
Expédition de Camden
- Mount Elba
- Elkin's Ferry
- Prairie d'Ane
- Poison Spring
- Marks' Mills
- Jenkins' Ferry

Campagne de la Red River
- Fort De Russy
- Mansfield
- Pleasant Hill
- Blair's Landing
- Monett's Ferry
- Mansura
- Yellow Bayou

La bataille d'Elkin's Ferry (3 - 4 avril 1864) s'est déroulée dans les comtés de Clark et de Nevada lors de l'expédition de Camden, pendant la guerre de Sécession.

## Contexte
La major général Frederick Steel a sous ses ordres la 3rd division du VII corps et deux brigades de cavalerie (environ 8500 hommes), alors que le brigadier général John Marmaduke a trois brigades de cavalerie sous ses ordres (environ 7 500 hommes). Pendant l'expédition de Camden, les forces fédérales doivent traverser la rivière Little Missouri puisque tous les ponts sont infranchissables.

## Bataille
Avec tous les ponts sur la rivière détruits, Steele ordonne au brigadier général Frederick Salomon (en), commandant la 3rd division, de prendre et de tenir un gué connu sous le nom d'Elkin's Ferry dans l'après-midi du 2 avril 1864. Le 43rd Indiana Infantry reçoit la charge de remplir cet objectif, soutenu par des éléments du 36th Iowa Infantry et du 2nd Missouri Light Artillery. À la suite d'une marche forcée, le 43rd Indiana Infantry arrive au gué dans l'obscurité en soirée, traverse la rivière, et installe des positions défensives en attendant le reste de l'armée de Steele.

Une division de trois brigades de cavalerie sous les ordres du Marmaduke s'oppose à l'avancée fédérale - environ 7500 hommes en tout. Marmaduke ordonne au brigadier général Joseph Shelby d'attaquer le 43rd Indiana Infantry et de reprendre le gué. Le colonel de l'Union décrit ce qui est advenu par la suite : 

« Le lendemain de mon arrivée [3 avril 1864], des tirs sporadiques le long de mes lignes de piquets, et des escarmouches sur le front, me convainquent que l'ennemi est en alerte, soit pour observer les mouvements de l'armée, dont ma brigade constitue l'avant[-garde] ; ou si possible, par une attaque directe sur moi en me submergeant, de m'isoler des renforts que je pourrai obtenir au-delà de la rivière. Tôt dans la matinée du 3, je donne l'ordre au commandant Norris, du 43rd Indiana, de prendre quatre compagnies du régiment sur le front, pour reconnaître les positions de l'ennemi, de déployer ses hommes en tirailleurs, et de soutenir les piquets de cavalerie. Il réussit rapidement à découvrir la position des piquets avancés et des tirailleurs de l'ennemi, à les repousser un peu plus loin, les pressant tellement que la retraite de certains est coupée, seize soldats vers dans nos lignes et se rendent. Dans la soirée, étant satisfait que l'ennemi soit sur notre front en force, et doive nous attaquer dans la nuit ou le lendemain matin, je donne l'ordre au lieutenant colonel Drake, 36th Iowa, de prendre trois compagnies de ce régiment, et trois compagnies du 43rd Indiana, sur une position sur la route principale menant au gué directement sur notre front, de déployer ses hommes sur la droite et la gauche de la route, d'observer les mouvements de l'ennemi, et de résister à leur approche le plus longtemps que la prudence le permettra, et de se retirer vers les réserves quand il approchera en force. Une section d'artillerie, sous les ordres du lieutenant Peetz, est placée de telle manière qu'elle a la maîtrise de la route et des approches sur notre droite et notre gauche. À six heures du matin du 4, l'ennemi approche en force, et commence une attaque sur les compagnies avancée du lieutenant colonel Drake, qui leur résiste avec bravoure pendant près de deux heures, étant bien soutenu par l'artillerie du lieutenant Peetz. Aucune louange suffisante ne peut être faite au colonel Drake pour la bravoure démontrée et le courage déterminé qu'il a montré pendant le combat. La capture par ses forces tôt dans la matinée d'un lieutenant rebelle - un aide-de-camp du général Marmaduke - me confirme dans la pensée que le général est présent à proximité, avec une grande partie de sa division. Après une escarmouche plein d'ardeur de près de deux heures, l'ennemi ayant découvert la position de notre batterie, et lui ayant répondu vigoureusement avec quatre pièces d'artillerie, nos piquets et tirailleurs avancés sont repoussés sur la gauche vers les réserves d'infanterie, pendant que la droite maintient sa position. L'ennemi (alors déterminé comme étant la brigade de Cabell, forte de six cents hommes), charge en hurlant sur notre gauche, dans l'intention de nous prendre de flanc ou de capturer notre batterie. Son approche par le couvert des bois est accueillie avec bravoure par deux ou trois volées bien dirigées du 36th Iowa. Immédiatement après la charge et avoir repoussé l'ennemi, les renforts qui m'ont été envoyé arrivent, comprenant le 29th Iowa Infantry et le 9th Wisconsin Infantry de la brigade du brigadier général Rice. Mais, avant qu'ils ne soient mis en position par lui, l'ennemi se retire ; pas avant, cependant qu'un tir de mitraille de la batterie n'inflige une blessure superficielle à la tête du général, dont, j'ai le plaisir de le dire, il a recouvré. »

## Conséquences
Les pertes dans les deux camps lors de la bataille d'Elkin's Ferry sont légères, avec 18 soldats confédérés tués et 50 blessés et avec 30 soldats de l'Union blessés. Le soir du 4 avril 1864, la brigade de Shelby rejoint Marmaduke, et ensemble ils retraitent de vingt-six kilomètres (seize miles) vers le sud à Prairie d'Ane le lendemain matin.